# Sighnaghi
Sighnaghi (in georgiano სიღნაღი?) è un comune della Georgia, situato nella regione della Cachezia. 
La città fu fondata nel XVIII secolo dal re Eraclio II di Georgia in cima ad una collina ed è circondata da mura lunghe 4 km con resti di fortificazioni settecentesche. Ci sono due chiese ortodosse georgiane nella città stessa, una dedicata a San Giorgio e l'altra a Santo Stefano. Il venerato monastero di Bodbe si trova a 2 chilometri da Sighnaghi ed è un luogo di pellegrinaggio per la sua associazione con Santa Nino, l'apostolo della Georgia del IV secolo.